# Galanomma microphthalma
Galanomma microphthalma is een hooiwagen uit de familie Zalmoxioidae.